# Eva Neer
Eva Julia Neer (1937 - 2001) était un médecin, biochimiste et scientifique en biologie cellulaire américaine qui reçoit des prix de recherche nationaux américains pour ses découvertes sur la structure et la fonction des sous-unités de la protéine G. Elle a décrit les rôles physiologiques de ces sous-unités comme un système moléculaire intégré et polyvalent de transduction du signal pour les membranes et les cellules. Elle a décrit les rôles physiologiques de ces sous-unités en tant que système moléculaire intégré et polyvalent de transduction du signal pour la régulation de la fonction cellulaire par les récepteurs membranaires. Ses concepts de recherche ont fait d'elle un leader mondial dans les études sur les protéines G et ont eu un impact considérable sur la compréhension générale du comportement cellulaire,,.

## Biographie
Née Eva Augenblick à Varsovie, elle est arrivée à New York à l'âge de huit ans avec ses parents et grandit dans le Queens et à Scarsdale. La famille de Neer a fui Varsovie au début de la guerre en 1939, a émigré d'abord au Brésil, puis peu après aux Etats-Unis. À Varsovie, son père avait pratiqué le droit des sociétés privées, ce qu'il n'a pas pu faire aux États-Unis, mais ses parents ont inspiré à Neer le goût des études. Elle obtient son diplôme avec les honneurs de la Bronxville High School en 1955, en recevant une bourse Regent's college du département de l'éducation de l'État. Eva Augenblick fréquente le Radcliffe College et obtient son diplôme du Barnard College en 1959. Parmi les étudiants qu'elle fréquentes au lycée et à l'université, on trouve des personnalités telles que l'économiste Fischer Black, le psychologue Robert L. Helmreich et l'endocrinologue Robert M. Neer, qu'elle épouse. Neer obtient son diplôme de médecin à l'université Columbia en 1963. Trois ans plus tard, elle rejoint l'université Harvard où elle travaille sans interruption pendant plus de trois décennies. Neer est distinguée pour ses "efforts visant à aider les femmes à gravir les échelons universitaires". Elle décède de complications d'un cancer du sein en 2000, laissant derrière elle son mari et ses deux fils, Robert et Richard. Un compte rendu personnel de la vie professionnelle de Neer est donné par son proche collègue David E. Clapham dans une note nécrologique.

## Carrière académique
Eva Neer rejoint le personnel de recherche de Harvard en 1966. Elle est nommée professeure adjointe de médecine en 1976, et professeure titulaire en 1991. Elle est affectée à la division de cardiologie du Brigham and Women's Hospital. Eva Neer a siégé au conseil des tuteurs en sciences biochimiques du Harvard College, ainsi qu'au comité de recherche des étudiants de la Harvard Medical School. Elle a combiné les outils de la chimie, de la biologie, de la physique et de la biologie moléculaire pour expliquer comment les cellules interprètent les messages qu'elles reçoivent de la lumière, des hormones et des neurotransmetteurs. Auteur de nombreux articles, elle est élue à la fois à l'Académie nationale des sciences des États-Unis et à l'Institut de médecine de l'Académie nationale des sciences, et devient membre de l'Académie américaine des arts et des sciences et de l'Institut polonais des arts et des sciences d'Amérique. Elle reçoit le prix FASEB pour la recherche fondamentale en 1987 et le prix de la recherche fondamentale de l'American Heart Association en 1996. Elle est également conseillère auprès des National Institutes of Health,,.

## Recherche
Les premières recherches d'Eva Neer, effectuées sous la direction de Guido Guidotti, ont été consacrées à l'étude des aspects de la chimie de l'hémoglobine. Elle a notamment étudié le rôle des groupes sulfhydryles des chaînes alpha et bêta sur la conformation quaternaire de la molécule. Elle a montré leur importance dans l'interaction avec l'interface des sous-unités et la coopérativité fonctionnelle pour la liaison de l'oxygène. Cette liaison est une propriété essentielle pour le transport de l'oxygène dans le sang et est souvent appelée effet Bohr.
Alors qu'elle est encore au laboratoire de Guidotti, Eva Neer a entrepris des recherches indépendantes sur les mécanismes biochimiques de l'action de la vasopressine sur les tubules distaux du rein. Elle a décrit la purification et les propriétés cinétiques de l'adénylate cyclase sensible à la vasopressine provenant de la médulla rénale de rat. Il serdémontre plus tard que la vasopressine agit par l'intermédiaire d'un récepteur couplé aux protéines G. C'est le sujet de la thèse de Neer. C'est sur ce sujet que Neer travaille pendant la majeure partie de sa carrière de chercheur.
Afin de disséquer les différents aspects de la complexité de la messagerie des protéines G, Eva Neer étudie une variété de tissus, notamment le cortex cérébral, le testicule de rat, les érythrocytes de pigeon, le cœur, le cerveau, les tiges de rétine. Parmi les résultats de ses recherches les plus cités, peuvent être listées : 
- (en) EJ Neer, « Physical and functional properties of adenylate cyclase from mature rat testis », The Journal of Biological Chemistry, vol. 253, no 16,‎ 25 août 1978, p. 5808–12 (PMID 670231, DOI 10.1016/S0021-9258(17)30340-X ).
- (en) EJ Neer, « Size and detergent binding of adenylate cyclase from bovine cerebral cortex », The Journal of Biological Chemistry, vol. 253, no 5,‎ 10 mars 1978, p. 1498–502 (PMID 627551, DOI 10.1016/S0021-9258(17)34894-9 ).
- (en) DR Marshak et Neer, EJ, « The site of alpha-chymotryptic activation of pigeon erythrocyte adenylate cyclase », The Journal of Biological Chemistry, vol. 255, no 10,‎ 25 mai 1980, p. 4781–5 (PMID 7372611, DOI 10.1016/S0021-9258(19)85565-5 ).
- (en) RS Salter, Krinks, MH, Klee, CB et Neer, EJ, « Calmodulin activates the isolated catalytic unit of brain adenylate cyclase », The Journal of Biological Chemistry, vol. 256, no 19,‎ 10 octobre 1981, p. 9830–3 (PMID 6268633, DOI 10.1016/S0021-9258(19)68703-X ).
- (en) JW Winslow, Bradley, JD, Smith, JA et Neer, EJ, « Reactive sulfhydryl groups of alpha 39, a guanine nucleotide-binding protein from brain. Location and function », The Journal of Biological Chemistry, vol. 262, no 10,‎ 5 avril 1987, p. 4501–7 (PMID 3104318, DOI 10.1016/S0021-9258(18)61220-7 ).
- (en) DE Logothetis, Kurachi, Y, Galper, J, Eva Neer, EJ et Clapham, DE, « The beta gamma subunits of GTP-binding proteins activate the muscarinic K+ channel in heart », Nature, vol. 325, no 6102,‎ jan 22–28, 1987, p. 321–6 (PMID 2433589, DOI 10.1038/325321a0, Bibcode 1987Natur.325..321L, S2CID 4338529).
- (en) DE Logothetis, Kim, DH, Northup, JK, Neer, EJ et Clapham, DE, « Specificity of action of guanine nucleotide-binding regulatory protein subunits on the cardiac muscarinic K+ channel », Proceedings of the National Academy of Sciences of the United States of America, vol. 85, no 16,‎ août 1988, p. 5814–8 (PMID 2457901, PMCID 281855, DOI 10.1073/pnas.85.16.5814 , Bibcode 1988PNAS...85.5814L).
- (en) SY Kim, Ang, SL, Bloch, DB, Bloch, KD, Kawahara, Y, Tolman, C, Lee, R, Seidman, JG et Neer, EJ, « Identification of cDNA encoding an additional alpha subunit of a human GTP-binding protein: expression of three alpha i subtypes in human tnuméros and cell lines », Proceedings of the National Academy of Sciences of the United States of America, vol. 85, no 12,‎ juin 1988, p. 4153–7 (PMID 3132707, PMCID 280384, DOI 10.1073/pnas.85.12.4153 , Bibcode 1988PNAS...85.4153K).
- (en) Y Li, Mende, U, Lewis, C et Neer, EJ, « Maintenance of cellular levels of G-proteins: different efficiencies of alpha s and alpha o synthesis in GH3 cells », The Biochemical Journal, vol. 318, no Pt 3,‎ 15 septembre 1996, p. 1071–7 (PMID 8836158, PMCID 1217725, DOI 10.1042/bj3181071).
- (en) MP Panchenko, Saxena, K, Li, Y, Charnecki, S, Sternweis, PM, Smith, TF, Gilman, AG, Kozasa, T et Eva Neer, EJ, « Sites important for PLCbeta2 activation by the G protein betagamma subunit map to the sides of the beta propeller structure », The Journal of Biological Chemistry, vol. 273, no 43,‎ 23 octobre 1998, p. 28298–304 (PMID 9774453, DOI 10.1074/jbc.273.43.28298 ).
- (en) Y Li, Sternweis, PM, Charnecki, S, Smith, TF, Gilman, AG, Neer, EJ et Kozasa, T, « Sites for Galpha binding on the G protein beta subunit overlap with sites for regulation of phospholipase Cbeta and adenylyl cyclase », The Journal of Biological Chemistry, vol. 273, no 26,‎ 26 juin 1998, p. 16265–72 (PMID 9632686, DOI 10.1074/jbc.273.26.16265 ).

Au cours de sa carrière, Eva Neer a rédigé un certain nombre d'articles de synthèse très cités sur les aspects structurels et fonctionnels de la protéine G et de ses sous-unités,,,,.

## Prix et distinctions
- Bourse Damon Runyon de la Fondation pour la recherche sur le cancer en 1973[21].
- American Heart Association Research Achievement Award for Basic Research (1996) avec David E. Clapham.
- Prix d'excellence en science de la FASEB (1998)
- Élu à l'Académie nationale des sciences en 1998
- Élu à l'Institut de médecine de l'Académie nationale des sciences 1998
- Membre de l'Académie américaine des arts et des sciences 1997
- Honoré à titre posthume par la Harvard Medical School en créant la Eva Neer Memorial Lecture[22].